# Asesinato de Jun Lin
Jun Lin (chino: 林俊; pinyin: Lín Jùn) (Wuhan, China; 30 de diciembre de 1978 - Montreal, Quebec; 24 o 25 de mayo de 2012) era un estudiante universitario chino, que fue apuñalado mortalmente y descuartizado por Luka Magnotta. Posteriormente, su asesino envió por correo las manos y los pies de Lin a escuelas primarias y oficinas de partidos políticos federales. Tras la publicación en Internet de un vídeo en el que se veía a Magnotta mutilando el cadáver de Lin, Magnotta huyó de Canadá, convirtiéndose en objeto de una notificación roja de Interpol y dando lugar a una persecución internacional. En junio de 2012, fue detenido en Berlín (Alemania). En diciembre de 2014, un jurado lo declaró culpable de asesinato en primer grado.

## Víctima
Jun Lin, también conocido como Justin Lin, residía en Canadá desde 2010 llegado de su Wuhan natal, donde nació el 30 de diciembre de 1978. En Occidente tenía la intención de empezar una nueva vida y estudiar ingeniería informática. En 2012, se matriculó como estudiante internacional y de grado en la facultad de ingeniería e informática de la Universidad Concordia de Montreal (Quebec). Lin llevaba estudiando en Montreal desde julio de 2011, antes había asistido al Tyark College, una escuela de idiomas, y había trabajado a tiempo parcial como dependiente en una tienda de Pointe-Saint-Charles. Se mudó a un apartamento de la zona de Griffintown con un compañero de piso el 1 de mayo de 2012.
Lin, que era gay, había estado casado en algún momento con una mujer, aunque más tarde se divorciaron. En Canadá había vivido durante un tiempo con otro chino. Lin nunca había revelado su orientación sexual a su familia en China, aunque habían conocido a su novio. Poco antes del asesinato, la relación de Lin con su pareja había terminado porque Lin sufría presiones de su familia para que «sentara la cabeza» y se casara con una mujer.
Tras romper con su novio, Lin había estado utilizando Grindr y otras aplicaciones web para quedar con hombres. Magnotta dijo más tarde que se habían conocido después de que Lin respondiera a su anuncio de Craigslist en el que proponía sexo y bondage.

## Autor
Luka Rocco Magnotta, nombre por el que se hacía conocer Eric Clinton Kirk Newman, nació el 24 de julio de 1982 en Scarborough (Ontario), hijo de Anna Yourkin y Donald Newman. Según él, su madre estaba obsesionada con la limpieza, solía dejar a sus hijos fuera de casa y una vez puso a los conejos de sus hijos al frío para que murieran congelados. A su padre le diagnosticaron esquizofrenia en 1994, tras lo cual se divorció de la madre de Magnotta, por lo que éste tuvo que irse a vivir con su abuela, Phyllis.
Asistió a la escuela de secundaria I. E. Weldon de Lindsay. Más tarde, tras serle diagnosticada esquizofrenia, recibió un subsidio por discapacidad; complementó esa fuente de ingresos con la prostitución. Además de su trabajo como acompañante, en 2003 comenzó a aparecer en vídeos pornográficos gays. También trabajó como stripper. Apareció como modelo pin-up en un número de 2005 de la revista fab de Toronto, utilizando el seudónimo Jimmy.
Aunque algunos medios de comunicación lo calificaron de «estrella del porno» tras el asesinato, informes posteriores demostraron que su trabajo como actor porno había sido «cualquier cosa menos prolífico o de alto perfil», ya que había rodado menos de una docena de vídeos en un periodo de cinco años. Un miembro de la Internet Adult Film Database (IAFD) comentó, tras revisar la producción de Magnotta, que «ni siquiera la industria del porno estaba muy interesada en él». Tampoco tuvo mucho éxito como modelo.
Cambió legalmente su nombre de Eric Clinton Kirk Newman a Luka Rocco Magnotta el 12 de agosto de 2006. Se declaró en bancarrota en marzo de 2007, debiendo 17 000 dólares en varias deudas. La bancarrota fue totalmente descargada en diciembre de 2007.

### Intentos de notoriedad
En 2007, Magnotta participó sin éxito en la serie de telerrealidad COVERguy de OUTtv. Se sometió a varias operaciones de cirugía estética y en febrero de 2008 se presentó al programa de televisión Plastic Makes Perfect, de la cadena Slice.
A lo largo de varios años, Magnotta creó numerosos perfiles en diversas redes sociales y foros de debate para hacer diversas afirmaciones sobre sí mismo. Entre otras cosas, afirmó ser un modelo de éxito y una destacada estrella del porno. La policía declaró que Magnotta creó al menos 70 páginas de Facebook y 20 sitios web con diferentes nombres. Utilizaba estas páginas y múltiples identidades falsas en Internet para «cantar sus propias alabanzas», atacar a personas que le caían mal o difundir información falsa sobre sí mismo para llamar la atención.
Uno de esos rumores surgió en 2007, en el que se afirmaba que Magnotta mantenía una relación con Karla Homolka, una famosa asesina convicta canadiense, algo que Magnotta negó en una entrevista posterior con el Toronto Sun. Durante la investigación del asesinato en 2012, la policía de Montreal anunció que la pareja había salido, pero pronto se retractó y reconoció que no tenía pruebas para corroborar la afirmación. Al igual que con la relación con Homolka, Magnotta negó repetidamente otras afirmaciones que había plantado como bulos y como parte de una campaña de ciberacoso en su contra. Nina Arsenault, que había sido amante de Magnotta a principios de la década de 2000, lo describió en 2012 como un mentiroso manipulador y a menudo autodestructivo.
El reportero del Toronto Sun que había entrevistado a Magnotta en 2007 sobre los rumores de Homolka dijo más tarde que le había encontrado «problemático», y que había sospechado en ese momento que Magnotta había inventado los rumores para llamar la atención. Sin embargo, había asumido que Magnotta era «en todo caso [...] más un peligro para sí mismo».. Una mujer transexual que había salido brevemente con Magnotta en aquella época, dijo en 2012 que estaba obsesionado con hacerse famoso, y que parecía percibir a Homolka y a su cómplice Paul Bernardo como «modelos a seguir».

### Primeras actividades delictivas
En 2005, Magnotta, que por aquel entonces usaba su nombre de nacimiento, fue condenado por un delito de suplantación de identidad y tres de fraude (contra Sears Canada, The Brick y 2001 Audio Video): se había aprovechado de una joven con discapacidad mental convenciéndola para que solicitara tarjetas de crédito y luego utilizándolas él mismo para comprar productos por valor de más de 10 000 dólares. También se le acusó de agredir sexualmente a la mujer, aunque ese cargo se retiró posteriormente. Se declaró culpable y recibió una condena condicional de nueve meses con 12 meses de libertad condicional. El tribunal señaló entonces que Magnotta tenía «importantes problemas psiquiátricos» y no siempre tomaba su medicación.
En 2010, Magnotta publicó en YouTube un vídeo titulado 1 boy 2 kittens, en el que asfixiaba deliberadamente a dos gatitos en una bolsa de plástico con una aspiradora. Más tarde publicó un segundo vídeo de sí mismo, esta vez ahogando a un gato en una bañera. En un tercer vídeo aparecía dando de comer un gato a una pitón. En enero de 2011, un grupo privado de Facebook identificó a Magnotta como la persona que aparecía en estos vídeos; grupos de activistas por los derechos de los animales ofrecieron posteriormente una recompensa de 5 000 dólares por llevarlo ante la justicia. Inicialmente, los activistas por los derechos de los animales en la red lo apodaron el «asesino de gatitos con aspiradora».
La comunidad de Internet que había identificado a Magnotta lo denunció a las autoridades, advirtiéndoles de que, tras cometer actos de crueldad animal, podría suponer una amenaza para los seres humanos. Su investigación se narró posteriormente en la docuserie de crímenes reales de 2019 Don't F**k With Cats: Hunting an Internet Killer. En febrero de 2011, la policía de Toronto comenzó a investigar a Magnotta en relación con los vídeos, tras recibir una denuncia de la Sociedad para la Prevención de la Crueldad contra los Animales de Ontario (OSPCA). Esta se puso en contacto con la Real Sociedad para la Prevención de la Crueldad contra los Animales, el FBI estadounidense y la policía de Montreal, debido a los extensos viajes del sospechoso.

## Asesinato e investigación

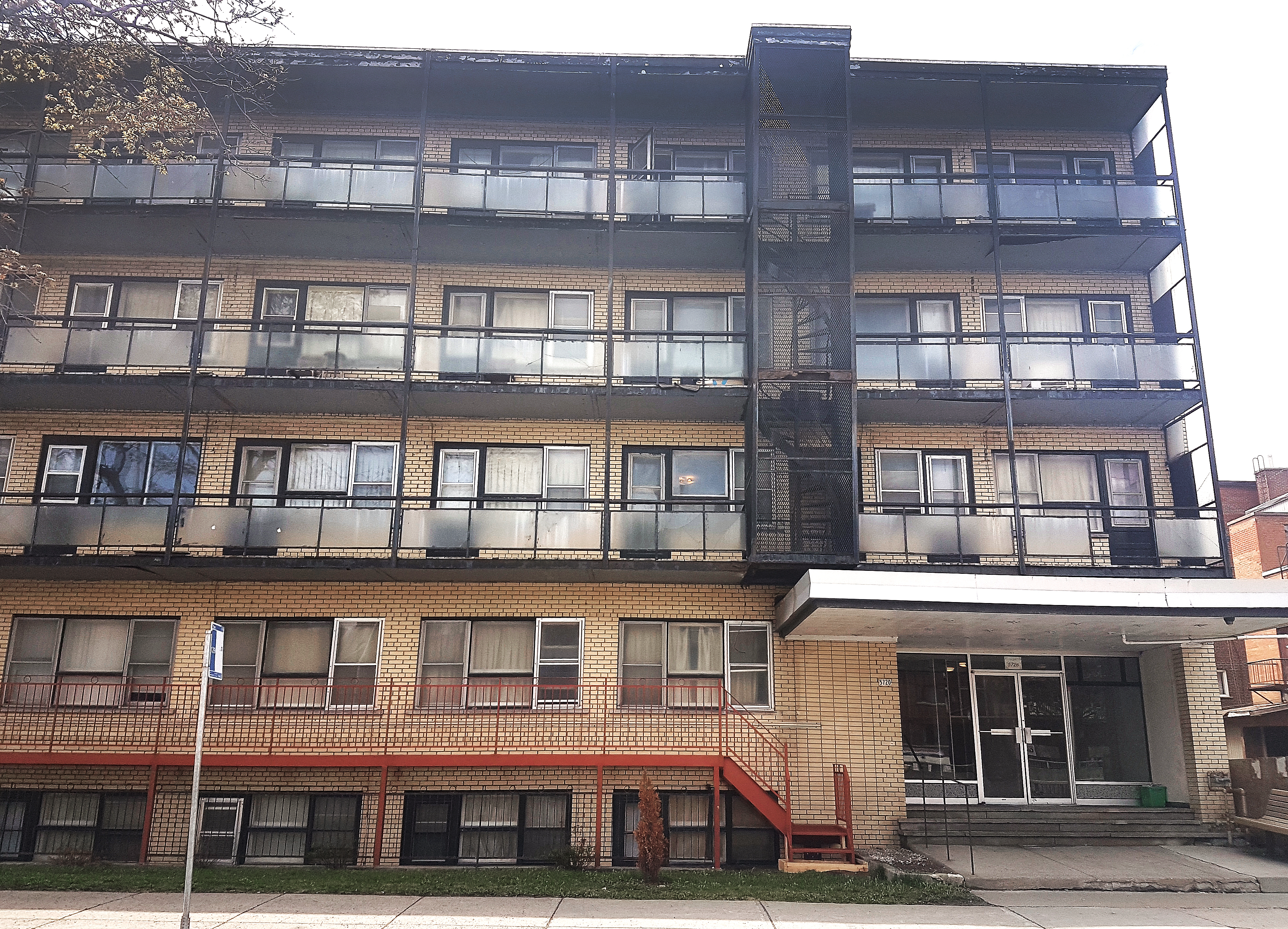
El edificio de apartamentos en el bulevar Décarie, donde Lin fue visto con vida por última vez.

Lin fue visto por última vez el 24 de mayo de 2012, y sus amigos informaron de que habían recibido un mensaje de texto de su teléfono a las 21:00 horas. Su jefe empezó a sospechar cuando no se presentó a su turno al día siguiente. Tres de sus amigos entraron en su apartamento el 27 de mayo. Se denunció su desaparición a la policía el 29 de mayo. Las últimas imágenes que mostraban a Jun Lin con vida fueron tomadas por una cámara de vigilancia la noche del 24 de mayo de 2012: en estas se veían a Lin y a Magnotta entrando en el edificio de apartamentos donde vivía Magnotta.
El 25 de mayo de 2012, se subió a bestgore.com un vídeo de 11 minutos titulado 1 Lunatic, 1 Ice Pick, en el que se veía a un hombre desnudo, más tarde identificado como Lin, atado a la estructura de una cama y apuñalado repetidamente con lo que parecía ser un picahielos (posteriormente se determinó que era un destornillador) y con un cuchillo de cocina, y luego descuartizado, seguido de actos de necrofilia mientras el autor utilizaba el brazo amputado de la víctima para masturbarse. Durante el vídeo, suena de fondo la canción de 1987 de New Order True Faith, y en la pared se ve un póster de la película de 1942 Casablanca. El autor utiliza un cuchillo y un tenedor para cortar parte de la carne y hace que un perro mastique el cadáver. Las autoridades canadienses obtuvieron una versión «más extensa» del vídeo y afirmaron que podría haberse practicado el canibalismo.
Tiempo después se estableció que el vídeo no mostraba el asesinato real y que Lin, que había sido degollado, ya estaba muerto cuando se grabó. Los primeros segundos del vídeo mostraban a un hombre desnudo y atado retorciéndose mientras otro hombre con una sudadera con capucha se sentaba a horcajadas sobre él.
Sin embargo, las investigaciones determinaron que la persona que aparecía en esas imágenes no era Lin, sino otro hombre que había estado en el apartamento de Magnotta en otra fecha y que no había sido asesinado. Los materiales que promocionaban el vídeo aparecieron en Internet 10 días antes de que se produjera el asesinato. La policía dijo que el vídeo había sido enviado por Magnotta a bestgore.com, cuyo propietario lo colgó después en Internet.
Varias horas después de matar a Lin, Magnotta reservó un billete de ida y vuelta para un vuelo desde el Aeropuerto de Montreal a París, utilizando un pasaporte con su propio nombre.

## Caza del asesino
El oficial de policía Peter Lambrinakos dirigió las investigaciones en Canadá. El Service de police de la Ville de Montréal (SPVM) emitió una orden de detención contra Magnotta, que posteriormente la Real Policía Montada de Canadá (RCMP) amplió a una orden a nivel nacional, en la que se le acusaba de los siguientes delitos:
1. Asesinato en primer grado;
2. Comisión de ultraje a un cadáver;
3. Publicación de material obsceno;
4. Envío por correo de material obsceno, indecente, inmoral o escabroso; y
5. Acosar penalmente al primer ministro canadiense, Stephen Harper, y a varios miembros (anónimos) del Parlamento.

El 31 de mayo de 2012, Interpol publicó una difusión roja sobre Magnotta a petición de las autoridades canadienses, y durante varios días antes y después de su detención, su nombre y su foto se mostraron de forma destacada en la parte superior de la página de inicio del sitio web de Interpol. En la difusión roja se solicitaba la detención provisional de Magnotta a la espera de su extradición a Canadá por cualquier Estado miembro de Interpol.
Antes de la notificación roja, Magnotta reservó un billete de ida y vuelta para un vuelo de Montreal a París el 25 de mayo, utilizando un pasaporte con su propio nombre. Tras su llegada a Francia, se rastreó la señal de su teléfono móvil hasta un hotel de Bagnolet, en la periferia parisina, pero cuando llegó la policía ya se había marchado. En la habitación se encontraron revistas pornográficas y una bolsa para el mareo. Magnotta utilizó un pasaporte falso con el nombre de «Kirk Trammel» en el hotel. Tenía contactos en París de una visita anterior en 2010, y la policía estaba siguiendo a un hombre de complexión grande que había estado en contacto con Magnotta. Otro hombre con el que se alojó durante dos noches no se dio cuenta de quién era hasta que se hubo marchado. Magnotta subió entonces a un autobús de Eurolines en la estación de autobuses de Bagnolet con destino a Berlín (Alemania).
El 4 de junio de 2012, Magnotta fue detenido por la policía de Berlín en un cibercafé del distrito de Neukölln mientras leía noticias sobre sí mismo. Intentó dar nombres falsos antes de admitir quién era. Su identidad se confirmó mediante pruebas dactilares. Magnotta compareció ante un tribunal de Berlín el 5 de junio de 2012. Según las autoridades alemanas, no se opuso a su extradición. Había pruebas suficientes para mantenerlo detenido hasta su extradición y aceptó un proceso simplificado.
El 18 de junio de 2012, fue entregado a las autoridades canadienses en Berlín y trasladado a bordo de un CC-150 Polaris de la Real Fuerza Aérea Canadiense al Aeropuerto Internacional de Montreal-Mirabel, al norte de Montreal. El gobierno informó de que era necesario un transporte militar, debido a problemas de seguridad derivados de la utilización de un vuelo comercial y a posibles dificultades legales si el avión se desviaba a otro país. Fue recluido en régimen de aislamiento en el centro de detención de Rivière-des-Prairies.

## Hechos posteriores
El crimen tuvo una amplia repercusión en China, donde algunos creían que el asesinato tenía una motivación racial. Algunos chinos cuestionaron la seguridad pública en Canadá, ya que se trataba del segundo asesinato de alto nivel de un estudiante chino en poco más de un año. El ministro de Asuntos Exteriores, John Baird, llamó al embajador chino, Junsai Zhang, para transmitirle sus condolencias.
El 4 de junio de 2012, el primer ministro canadiense, Stephen Harper, manifestó su satisfacción por la detención del sospechoso y felicitó a las fuerzas policiales por el buen trabajo realizado para detenerlo. El líder interino del Partido Liberal de Canadá, Bob Rae, dijo que los canadienses debían llorar a la víctima, en lugar de celebrar «de ninguna manera, forma o manera» la notoriedad de Magnotta. Dos días después, la familia de Lin llegó al aeropuerto de Montreal. La Asociación de Estudiantes y Académicos Chinos de la Universidad Concordia creó un fondo para sufragar los gastos de la familia de Lin durante su estancia en Canadá, y se creó un premio en su honor. Se celebró una vigilia con velas en Montreal.
El cuerpo de Lin fue incinerado el 11 de julio, y sus cenizas fueron enterradas el 26 de julio en el cementerio Notre Dame des Neiges de Montreal.
El 16 de julio de 2013, la policía de Edmonton acusó al propietario de bestgore.com, Mark Marek, de corromper la moral pública, un cargo de obscenidad raramente utilizado, por alojar en línea el polémico vídeo de Magnotta. El 25 de enero de 2016, Marek cambió su declaración a culpable y fue condenado a una pena condicional de seis meses tras una presentación conjunta de la Corona y la defensa. Marek tuvo que cumplir la mitad de la condena de seis meses bajo arresto domiciliario.

## Procedimiento legal

### Audiencia preliminar
El 19 de junio de 2012, Magnotta compareció ante el tribunal por videoconferencia para declararse inocente de todos los cargos a través de su abogado. El 21 de junio, Magnotta compareció en persona en una sala de alta seguridad del tribunal de Montreal para solicitar un juicio con jurado.
El 11 de marzo de 2013 comenzó una vista preliminar. Las pruebas presentadas están sujetas a una prohibición de publicación. El equipo de defensa de Magnotta solicitó que se prohibiera totalmente la presencia de los medios de comunicación y del público en la vista; esta petición fue rechazada al día siguiente. El padre de Jun Lin, Diran Lin, viajó desde China para asistir a la vista. El 13 de marzo, uno de los abogados de Magnotta dimitió, debido a un posible conflicto de intereses. Testigos expertos testificaron, incluyendo un patólogo forense, un toxicólogo forense, un odontólogo forense, un analista de manchas de sangre, especialistas en recuperación de datos y un oficial de investigaciones de Internet. La fiscalía también mostró pruebas de vídeo. Tanto Magnotta como Diran Lin se desmayaron físicamente en momentos separados durante los procedimientos.
El 12 de abril de 2013, Magnotta fue acusado de cargos de asesinato en primer grado, ofrecer indignidades a un cuerpo humano, distribuir material obsceno, utilizar el servicio postal para distribuir material obsceno y acoso criminal.

### Juicio
Magnotta optó por ser juzgado por un juez y un jurado. Se declaró inocente, admitiendo los actos de los que se le acusaba pero alegando una responsabilidad disminuida debido a trastornos mentales. El abogado de la Corona Louis Bouthillier hizo su declaración de apertura el 29 de septiembre de 2014. El juez del Tribunal Superior de Quebec Guy Cournoyer presidió el juicio, que duró 10 semanas. El día de la apertura, instruyó a los miembros del jurado que Magnotta «admite los actos o las conductas subyacentes al delito del que se le acusa. Su tarea consistirá en determinar si cometió los cinco delitos con el estado mental requerido para cada uno de ellos».
Seis herramientas (un par de tijeras, dos cuchillos, un destornillador, una sierra oscilante y un martillo) fueron recuperadas fuera del apartamento de Magnotta y analizadas por el experto en balística Gilbert Desjardins. Desjardins declaró que ninguna de ellas podía relacionarse definitivamente con el asesinato y que ninguna de las marcas del esqueleto sugería que se hubieran utilizado el destornillador o las tijeras, pero que algunas coincidían con heridas causadas por una sierra y un cuchillo o una hoja X-Acto.
Durante el juicio, el abogado defensor Luc Leclair argumentó que Magnotta se encontraba en estado psicótico en el momento de los crímenes y no podía ser considerado responsable de sus actos. El fiscal de la Corona argumentó que el asesinato de Jun Lin fue organizado y premeditado y que Magnotta era «intencionado, consciente, ultraorganizado y, en última instancia, responsable de sus actos».
Magnotta dijo a un psiquiatra que le entrevistó sobre la noche en que mató a Lin que una persona llamada «Manny» -que, según él, era un cliente abusivo de su servicio de acompañantes- estaba allí instándole a matar. Se determinó entonces que este nombre y el alias «Tramell» de Magnotta estaban inspirados en el personaje ficticio de Sharon Stone, Catherine Tramell, y en su prometido Manny Vasquez, ambos de la película Instinto Básico. Los fiscales también sugirieron que el destornillador negro utilizado por Magnotta para apuñalar a Lin había sido pintado de plata para que se pareciera al punzón utilizado en las escenas de asesinato de Instinto Básico.
Magnotta decidió no declarar durante el juicio.
Después de un juicio de 12 semanas que incluyó 10 semanas de testimonios auditivos, el jurado de ocho mujeres y cuatro hombres recibió las instrucciones finales del juez de primera instancia el 15 de diciembre de 2014, y fue secuestrado antes de comenzar sus deliberaciones al día siguiente. En su octavo día de deliberación, emitieron un veredicto de culpabilidad en todos los cargos. Magnotta cumplirá una cadena perpetua obligatoria y podrá optar a la libertad condicional después de 25 años. También fue condenado a 19 años por otros cargos, cumplidos de forma simultánea.
Magnotta presentó un recurso para que se anularan las condenas y se ordenara un nuevo juicio. El recurso fue presentado ante el Tribunal de Apelación de Quebec por el abogado defensor de Magnotta, Luc Leclair, alegando un error judicial en la instrucción del jurado. El recurso alegaba además que los «veredictos no son razonables y no están respaldados por las pruebas y las instrucciones». Magnotta retiró su recurso el 18 de febrero de 2015.

### Salud mental
Durante su juicio por asesinato, los testigos de la defensa aportaron pruebas de que Luka Magnotta había sido diagnosticado de esquizofrenia paranoide cuando era adolescente. El experto de la defensa, Joel Watts, declaró que Magnotta mostraba signos de esquizofrenia episódica (tipo indiferenciado), trastorno histriónico de la personalidad, rasgos de personalidad límite y parafilia no especificada.
La fiscalía reveló que Magnotta había consumido drogas ilegales durante su adolescencia, lo que le provocó síntomas que imitaban la esquizofrenia, y que Joel Paris, perito de la Corona en el Hospital General Judío de Montreal, le había diagnosticado trastorno límite de la personalidad en abril de 2012. Renée Roy, la psiquiatra forense que trató a Magnotta en el Centro de Detención Rivières-des-Prairies desde noviembre de 2012, durante su vista preliminar y hasta el juicio por asesinato, diagnosticó a Magnotta trastorno límite de la personalidad con rasgos histriónicos.
Gilles Chamberland, otro experto de la Corona que no pudo entrevistar a Magnotta, sugirió que Magnotta mostraba signos de trastornos antisociales, histriónicos y narcisistas de la personalidad. Testificó que las acciones de Magnotta en el momento del asesinato se explicaban mejor por el trastorno histriónico de la personalidad. La fiscalía acusó a Magnotta de fingir ser esquizofrénico, ya que su defensa alegó responsabilidad disminuida debido a una supuesta esquizofrenia, y señaló que varios psiquiatras habían determinado a lo largo de los años que Magnotta mostraba rasgos de personalidad antisocial, límite, histriónica y narcisista.

## Investigación con otros crímenes
El 8 de junio de 2012, el Departamento de Policía de Los Ángeles anunció que estaba en contacto con la policía de Montreal para determinar si Magnotta estaba implicado en el asesinato y decapitación, entonces sin resolver, de Hervey Medellín, conocido como el «Asesinato del Cartel de Hollywood», pero más tarde anunciaron que no creían que estuviera implicado en el crimen. El grupo de defensa de los derechos de los animales Last Chance for Animals se atribuyó la responsabilidad de publicar vídeos en YouTube en los que se le relacionaba con el Asesinato del Cartel de Hollywood, en un intento de atraer a Magnotta para que se pusiera en contacto con ellos. LCA ofreció una recompensa de 7 500 dólares por información que condujera a su detención mientras estaba huido. El 16 de noviembre de 2015, Gabriel Campos-Martínez fue condenado a entre 25 años y cadena perpetua por el asesinato.
Magnotta también fue investigado por posibles vínculos con los homicidios en serie de Toronto entre 2010 y 2017, aunque esta pista fue finalmente abandonada por falta de pruebas.

## En la cultura popular
El asesinato de Jun Lin y su posterior juicio suscitaron comparaciones en toda Norteamérica con Mark Twitchell, un asesino convicto inspirado en Dexter Morgan, que utilizó las redes sociales en sus crímenes, y para autopromocionar su trabajo. El autor Steve Lillebuen, que escribió un libro sobre el caso, describió una nueva tendencia en el crimen en la que las redes sociales permiten a los asesinos convertirse en «locutores online», y tener acceso directo e instantáneo a una audiencia global que pueden ansiar. Netflix produjo una serie documental en tres partes sobre Magnotta y el grupo de personas en Internet que ayudaron a localizarlo. El programa, titulado Don't F**k With Cats: Hunting an Internet Killer, dirigido por Mark Lewis, se estrenó el 18 de diciembre de 2019.